# Тімоті Чендлер
Тімоті Чендлер (англ. Timothy Chandler, нар. 29 березня 1990, Франкфурт-на-Майні) — американський та німецький футболіст, правий захисник та півзахисник клубу «Айнтрахт». Виступав за національну збірну США.

## Клубна кар'єра
Народився 29 березня 1990 року в місті Франкфурт-на-Майні в родині афроамериканського військового та німкені. Батьки незабаром розлучилися і Тімоті залишився з матір'ю в Німеччині.
Вихованець юнацьких команд футбольних клубів «Шпортфройнде Оберау» та «Айнтрахта» (Франкфурт-на-Майні).
У дорослому футболі дебютував 2008 року виступами за резервну команду «Айнтрахт» II, в якій провів два сезони, взявши участь у 50 матчах чемпіонату. Більшість часу, проведеного у складі другої команди «Айнтрахта», був основним гравцем команди.
Влітку 2010 року перейшов в «Нюрнберг», де також перший сезон виступав за дубль. 12 лютого 2011 року в матч проти «Штутгарта» він дебютував в Бундеслізі. У цьому ж поєдинку Чендлер забив свій перший гол за команду. У своєму дебютному сезоні Тімоті взяв участь в 14 матчах, а з наступного він став твердим футболістом основи. Загалом за чотири сезони встиг відіграти за нюрнберзький клуб 95 матчів в національному чемпіонаті.
3 червня 2014 року Чендлер перейшов у франкфуртський «Айнтрахт», підписавши трирічну угоду. 30 серпня в матчі проти «Вольфсбурга» (2:2) він дебютував за нову команду, замінивши Нельсона Вальдеса у другому таймі. 9 травня 2015 року в поєдинку проти «Гоффенгайма» (3:1) Тімоті забив свій перший гол за «Айнтрахт». З командою Чендлер став володарем Кубка Німеччини у 2018 році та переможцем Ліги Європи УЄФА у 2022 роках.

## Виступи за збірну
Маючи американське коріння, 26 березня 2011 року Чендлер дебютував в офіційних іграх у складі національної збірної США в товариському матчі проти збірної Аргентини, замінивши на початку другого тайму Джонатана Спектора. 
У 2014 році Тімоті у складі збірної взяв участь у чемпіонаті світу у Бразилії. На турнірі він був запасним та на поле не вийшов. 4 липня 2015 року у поєдинку проти збірної Гватемали Чендлер забив свій перший гол за національну команду.
Наступного року Чендлер взяв участь у Золотому кубку КОНКАКАФ 2015 року, зігравши у 4 матчах, але його команда сенсаційно стала лише четвертою.
Після уходу Юргена Клінсмана з посади головного тренера збірної в листопаді 2016 року Чендлера перестали викликати до складу збірної США. Всього провів у формі головної команди країни 29 матчів і забив 1 гол.

## Титули і досягнення
- Володар Кубка Німеччини (1):

«Айнтрахт»: 2017/18
- Володар Ліги Європи УЄФА (1):

«Айнтрахт»: 2021/22